# Filmový smích
Filmový smích byl celostátní tematický seminář lektorů a členů československých (později českých a slovenských) filmových klubů s částečnou účastí veřejnosti pořádaný v letech 1984 až 2015 v Rychnově nad Kněžnou. První ročník semináře byl věnovaný rychnovskému rodákovi Karlu Poláčkovi. Další ročníky postupně představily významné herecké osobnosti československé filmové a televizní komedie.

## Historie a průběh seminářů

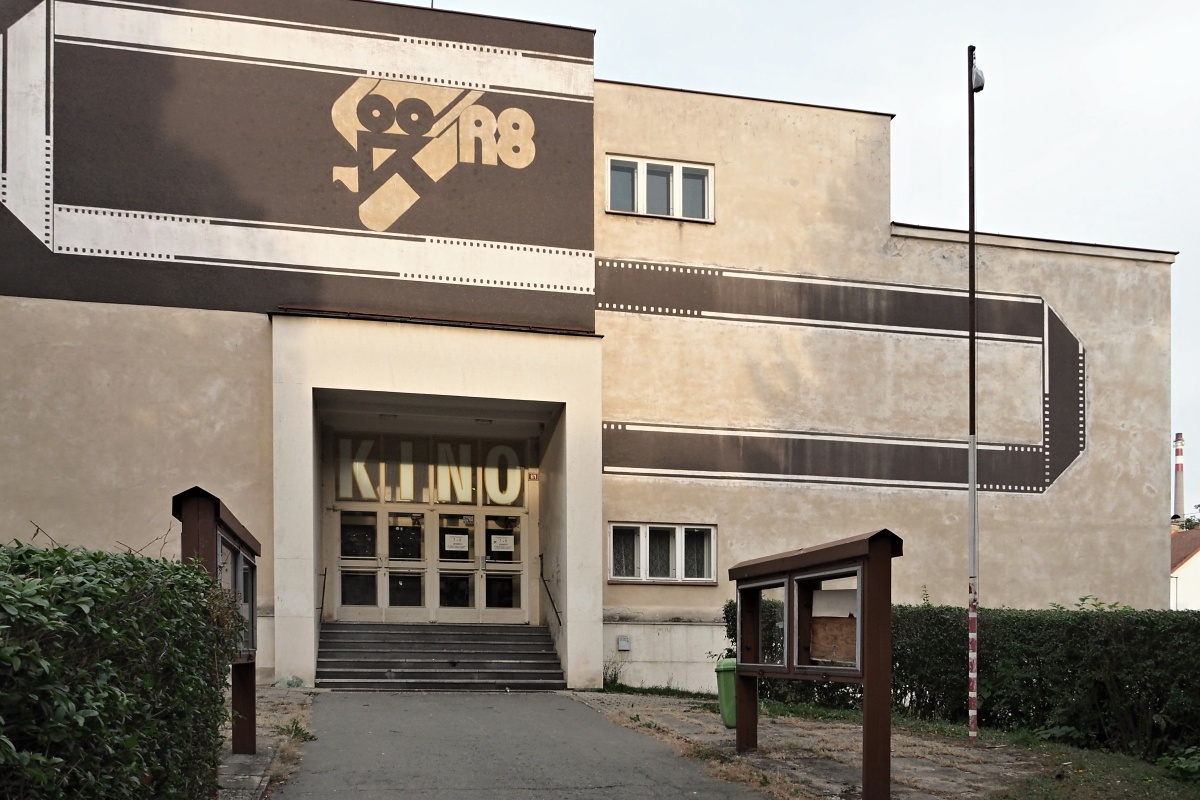
Budova bývalého rychnovského kina, kde se konalo 28 ročníků semináře Filmový smích (stav v roce 2015).

Vznik seminářů inicioval filmový historik PhDr. Pavel Taussig a organizátor kulturního dění v Rychnově nad Kněžnou PhDr. Jan Tydlitát. První seminář byl původně plánovaný jako jednodenní akce, ale při přípravě programu napadlo jeho organizátory doplnit přednášky projekcí filmů a celý seminář prodloužit na tři dny. První ročník se tak konal od 5. do 7. října 1984. Tím byl položen základ úspěšného projektu a pozdější tradice rychnovských filmových seminářů s názvem Filmový smích. Jejich pořadatelem byl od začátku Filmový klub Rychnov nad Kněžnou a hlavním organizátorem Jan Tydlitát. Spolupořadatelem se stal Československý filmový ústav a Rada filmových klubů v Praze. Po roce 1999 semináře dotoval Královéhradecký kraj, Asociace českých filmových klubů a sponzoři v Rychnově nad Kněžnou a okolí.
Všechny ročníky Filmových smíchů se konaly vždy od pátku do neděle v konkrétní říjnový víkend a nabízely kromě filmových projekcí rozsáhlý doprovodný program. Ten se skládal ze sobotních odpoledních besed spojených s autogramiádou zúčastněných čestných hostů, z koncertů, divadelních představení a tematických výstav. Na moderování besed se podílel Pavel Taussig, Zdeněk Tulis a Český rozhlas Hradec Králové. Prostředím pro několik akcí se staly také zámky Rychnovska. Přeprava účastníků seminářů byla vždy zajištěna. Překvapením byly speciálně vypravené vlaky a půlnoční dárky v podobě promítání archivních filmů, které zapůjčoval Milan Wolf a Vítězslav Tichý – sběratel a majitel největšího soukromého filmového archivu v ČR.
Semináře pravidelně provázely tematické publikace vydávané v edici "Filmový smích". Jejich autorem byl převážně Pavel Taussig a grafickou úpravu a technickou redakci zajišťoval Jan Tydlitát. Publikace obsahuji kompletní filmografii protagonistů jednotlivých ročníků a většina z nich je již nedostupná. Publikace vyšly v celkovém nákladu 46 000 výtisků. Během seminářů byly pro účastníky také připraveny pamětní odznaky a od roku 1991 dvě čísla Rychnovského kurýra (vydavatelé Blanka a Ladislav Růžičkovi), který přinášel bezprostřední informace o průběhu semináře a dění v sále rychnovského kina, v jeho předsálí či v baru Vlasty Buriana, kde probíhala živá filmová konverzace. Od roku 1986 byly v průběhu seminářů pořizovány zvukové nahrávky Českým rozhlasem v Hradci Králové. Jejich délka ze všech akcí je asi 30 hodin. O roku 1987 se začal pořizovat obrazový záznam. Ten je v rozsahu 20 hodin.
Vysoké náklady na provozování rychnovského kina a následně jeho uzavření zapříčinily konec Filmových smíchů v tradičním prostředí. Poslední seminář se v kině pořádal v roce 2011. Další ročníky se přesunuly do budovy rychnovského Pelclova divadla. Konec Filmových smíchů nastal v roce 2015, kdy se uskutečnil poslední 32. ročník oblíbených seminářů a setkání členů filmových klubů a jejich rodin.
Filmový seminář zahajovala a ukončovala animovaná znělka, jejímž autorem byl výtvarník Jaroslav Cita a heslo: "Filmový smích léčí – filmový smích uzdravuje" se stalo symbolem každého ročníku.

## Seznam ročníků semináře
| Ročník | Datum                 | Název semináře                                                            | Hosté a hlavní promítané filmy |
| ------ | --------------------- | ------------------------------------------------------------------------- | --- |
| 1.     | 5. – 7. 10. 1984      | Filmový smích Karla Poláčka                                               | Hosté: Elmar Klos. Film: Patriot života (1983). Úvodní literární a filmový seminář. Původně plánovaný jako jednodenní přednášková akce, která byla prodloužena a doplněna o projekci filmů. |
| 2.     | 4. – 6. 10. 1985      | Filmový smích Jana Wericha                                                | Hosté: Ondřej Suchý a vnučka Jana Wericha Zdena Kvapilová, přezdívaná Fanča. Filmy: Magnetické vlny léčí (1965), Až přijde kocour (1963) – jako studijní představení bez oficiálního oznámení. |
| 3.     | 3. – 5. 10. 1986      | Filmový smích Vlasty Buriana                                              | Hosté: Osobní kuchař Vlasty Buriana Jaromír Trejbal, Elmar Klos a Štěpán Skalský. Film: Tři muži na silnici (slečnu nepočítaje) (1935). |
| 4.     | 30. 10. – 1. 11. 1987 | Filmový smích Ladislava Smoljaka a Zdeňka Svěráka                         | Hosté: Ladislav Smoljak, Zdeněk Svěrák, Jaroslav Uhlíř a Vladimír Svitáček. Film: Nejistá sezóna (1988). |
| 5.     | 28. – 30. 10. 1988    | Filmový smích Jiřího Suchého a Jiřího Šlitra                              | Hosté: Jiří Suchý, Jiří Černý, Ladislav Jakim, Jan Kolář, Václav Šašek. Film: Jonáš II aneb Jak je důležité míti Melicharovou (1988) – světová premiéra. Pátý ročník semináře byl poctou divadlu Semafor a vzpomínkou na absolventa rychnovského gymnázia Jiřího Šlitra. Literárního semináře se účastnil hudební kritik a publicista Jiří Černý a hlavní protagonista Jiří Suchý. Po letech bylo možné naživo vidět a slyšet zpívat Jiřího Suchého v Československu. |
| 6.     | 6. – 8. 10. 1989      | Filmový smích Huga Haase                                                  | Hosté: Elmar Klos, neteř Hugo Haase Olga Haasová – Smrčková, vdova po slavném herci Marie von Bibikoff (Bibi Haasová) z Vídně, Eva Soukupová, Vladimír Svitáček, scenárista a režisér Bohuslav Musil, sestra Jiřího Šlitra Olga Mroženská. Film: Nepožádáš manželky bližního svého (1940). Koncert: Originální Pražský Synkopický Orchestr. |
| 7.     | 12. – 14. 10. 1990    | Filmový smích Jiřího Krejčíka                                             | Hosté: Jiří Krejčík s manželkou, Zuzana Lejčarová, Jiří Datel Novotný, Film: Psíčci lorda Carltona (1970). |
| 8.     | 4. – 6. 10. 1991      | Filmový smích Ference Futuristy a Saši Rašilova                           | Hosté: Anna Ferencová. Film: Ošálená komtesa Zuzana (1918). |
| 9.     | 2. – 4. 10. 1992      | Filmový smích Martina Friče                                               | Hosté: Raoul Schránil, Jaroslav Kohout, Stella Zázvorková, Jiřina Kottová. Film: On a jeho sestra (1931). |
| 10.    | 1. – 3. 10. 1993      | Filmový smích Bolka Polívky                                               | Hosté: Bolek Polívka, Věra Chytilová, Petr Bílek, Michal Prokop, Chantal Poullain, Vladimír Polívka. Film: Šašek a královna (1987). Divadelní představení: Trosečník – v rychnovském Pelclově divadle. |
| 11.    | 14. – 16. 10. 1994    | Filmový smiech Milana Lasicu a Júliusa Satinského                         | Hosté: Milan Lasica a Július Satinský, Jaroslav Filip. Film: Sladké hry minulého léta (1969). |
| 12.    | 6. – 8. 10. 1995      | Filmový smích Zeměkoule                                                   | Hosté: Vladimír Opěla, Zita Kabátová. Film: Otec Koudelík a ženich Vejvara (1926). Seminář byl pořádán k 100. výročí kinematografie. |
| 13.    | 4. – 6. 10. 1996      | Filmový smích Zdeňka Podskalského                                         | Hosté: Milan Neděla, Jiřina Jirásková a Zdeněk Podskalský ml. Film: Ztracená revue (1961). V rychnovském zámeckém chrámu Nejsvětější Trojice zněla Hniličkova Missa Jazz. |
| 14.    | 3. – 5. 10. 1997      | Filmový smích Vlastimila Brodského a Jiřího Sováka                        | Hosté: Vlastimil Brodský, Jiří Sovák a Antonín Pekar – ošetřující lékař V. Brodského z Karlových Varů. Film: Slzy, které svět nevidí (1962). |
| 15.    | 2. – 4. 10. 1998      | Filmový smích Oldřicha Lipského s Lubomírem Lipským a Stellou Zázvorkovou | Hosté: Lubomír Lipský, Stella Zázvorková. Film: V horách duní (1946). |
| 16.    | 1. – 3. 10. 1999      | Filmový smích Vladimíra Menšika a Jiřiny Bohdalové                        | Hosté: Jiřina Bohdalová, Jan Menšík a Olga Menšíková. Film: Vražda Ing. Čerta (1970). |
| 17.    | 6. – 8. 10. 2000      | Filmový smích Oldřicha Nového                                             | Hosté: Helga Čočková, Svatopluk Beneš a dcera Oldřicha Nového Jana Včeláková. Film: Neznámá kráska (1922) – s originálním klavírním doprovodem. |
| 18.    | 5. – 7. 10. 2001      | Filmový smích Jaroslava Marvana                                           | Hosté: Petr Hořec, Ljuba Skořepová, dcera Jaroslava Marvana Alena Poleníková. Film: Právě začínáme (1946). |
| 19.    | 4. – 6. 10. 2002      | Filmový smích Stelly Zázvorkové a Miloše Kopeckého                        | Hosté: Stella Zázvorková. Film: Flám (1966). Divadelní představení: Milá máti, drahá dcero. |
| 20.    | 3. – 5. 10. 2003      | Filmový smích Karla Smyczka, aneb, Od Poláčka k Poláčkovi                 | Hosté: Karel Smyczek, Jiří Strach, Sandra Nováková, Adam Novák. Film: Jen si tak trochu písknout (1980). |
| 21.    | 1. – 3. 10. 2004      | Filmový smích Jiřího Menzela                                              | Hosté: Jiří Menzel, František Řehák, Václav Neckář. Film: Báječní muži s klikou (1978). |
| 22.    | 7. – 9. 10. 2005      | Filmový smích Václava Vorlíčka                                            | Hosté: Václav Vorlíček, Petra Černocká. Film: Direktiva (1955) – československý studentský film. |
| 23.    | 6. – 8. 10. 2006      | Filmový smích Květy Fialové a Nadi Konvalinkové                           | Hosté: Květa Fialová, Naďa Konvalinková. Film: Miluška a její zvířátka (1977). |
| 24.    | 5. – 7. 10. 2007      | Filmový smích Mariána Labudy                                              | Hosté: Marián Labuda. Film: Kým sa skončí táto noc (1966). |
| 25.    | 3. – 5. 10. 2008      | Filmový smích Petra Nárožného                                             | Hosté: Petr Nárožný, Květa Fialová, Ladislav Trojan. Film: Hejtman z Kopníku (1983). Divadelní představení: Tři na lavičce. |
| 26.    | 2. – 4. 10. 2009      | Filmový smích Jindřicha Plachty                                           | Hosté: snacha Jindřicha Plachty Marie Šolleová. Film: Kdybych byl tátou (1939). Ve dnech 1. a 2. 10. 2009 předcházel hlavnímu semináři v rychnovském kině malý festival animovaného filmu s názvem SMÍŠEK. Byl určený všem předškolákům a prvňáčkům z Rychnova nad Kněžnou a okolí. Čekalo na ně pásmo večerníčků i nových českých animovaných pohádek. |
| 27.    | 1. – 3. 10. 2010      | Filmový smích Dušana Kleina                                               | Hosté: Dušan Klein, Ladislav Pecháček, Simona Oktábcová. Film: Žid patří do kavárny (2001). |
| 28.    | 7. – 9. 10. 2011      | Filmový smích Oldřicha Navrátila                                          | Hosté: Oldřich Navrátil, Barbora Srncová. Mimořádný host Eva Gerová, Jitka Viktorínová. Film: Kocourkov (1992). Poslední Filmový smích pořádaný v rychnovském kině. |
| 29.    | 5. – 7. 10. 2012      | Filmový smích Jana Libíčka                                                | Hosté: Jiří Krejčík s manželkou. Film: Souhvězdí Panny (1965). Filmový smích se konal již v Pelclově divadle v Rychnově nad Kněžnou. |
| 30.    | 4. – 6. 10. 2013      | Filmový smích – 30 případů Filmového smíchu                               | Hosté: Vojtěch Jasný. Filmy: Kočár nejsvětější svátosti (1962), Obličejový herec Václav Sloup (2006). |
| 31.    | 3. – 5. 10. 2014      | Filmový smích Františka Filipovského                                      | Hosté: Jiří Tvrzník Filmy: Cesta do hlubin študákovy duše (1939), Nikdo nic neví (1947). Projekce 15 celovečerních filmů natočených v rozpětí 40. – 80. let 20. století, 8 večerníčků s nezapomenutelným hlasem hlavního protagonisty. Během semináře bylo také připomenuto jak si Rychnov váží Františka Filipovského za nepřekonatelné převyprávění Poláčkovy prózy Bylo nás pět.                                                                                   |
| 32.    | 2. – 4. 10. 2015      | Filmový smích Jiřího Hrzána                                               | Hosté: Barbora Hrzánová. Film: Nebeští jezdci (1968). Ozdobou semináře bylo představení Divadla A. Dvořáka z Příbrami "Hrdý Budžes" v hlavní roli s Bárou Hrzánovou dcerou Jiřího Hrzána. |